# Rodolpho Albino
Rodolpho Albino Dias da Silva (Cantagalo, 5 de agosto de 1889 - 7 de outubro de 1931) foi um farmacêutico e militar brasileiro, criador da primeira versão da Farmacopéia Brasileira em 1926, além de ser um dos fundadores da Associação Brasileira de Farmacêuticos. Ocupou a presidência da associação que fundou, era também redator-chefe do Boletim da Associação Brasileira de Pharmaceuticos. Teve especial atuação nos campos da farmacognosia e estudos dos fármacos. Foi também poeta e caricaturista. Dá nome a Biblioteca Rodolpho Albino, fundada em 1929 no Rio de Janeiro.
Foi eleito membro titular da Academia Nacional de Medicina em 1919, apresentando a memória intitulada “Falsas ipecas do Brasil”. É o patrono da Cadeira 96.

## Biografia
Trabalhou no Laboratório Nacional de Análise e era também professor de farmácia. Atuou no desenvolvimento do Código Nacional do Farmacêutico por cerca de 10 anos. Seu trabalho então foi apresentado ao Dr. Carlos Chagas, Diretor Geral do Departamento Nacional de Saúde Pública. Chagas então nomeou uma comissão para análise da obra. Depois de um atenta verificação e remoção de alguns trechos privativos a Farmacopéia Brasileira foi oficializada em 1926.